# (43802) 1991 PY18
(43802) 1991 PY18 là một tiểu hành tinh vành đai chính. Nó được phát hiện bởi Henry E. Holt ở Đài thiên văn Palomar ở Quận San Diego, California, ngày 10 tháng 8 năm 1991.